# Alpensound
Alpensound ist eine sechsköpfige Musikgruppe der volkstümlichen Musik aus dem oberbayerischen Ruhpolding.

## Geschichte

### Anfänge
Die Gruppe Alpensound entstand aus der Daneb’n Musi, die 1987 von Martin Reiter, Thomas Ringsgwandl und Markus Reiter gegründet wurde. 1989 traten Erwin Ringsgwandl und Alex Birkenmeier der Gruppe bei, 1989 schließlich Georg Christlmeier. Die neu entstandene Sextett-Besetzung nahm die Gruppe zum Anlass, sich in Alpensound umzubenennen.
Die Gruppe veröffentlichte ihre Eigenkompositionen von 1991 bis 1993 in drei Alben und trat mehrfach in überregional ausgestrahlten Fernsehsendungen auf.
Nach dem Beitritt von Herbert Lang 1994 erweiterte die Gruppe ihr Repertoire und führte nun neben der Oberkrainermusik auch Popmusik bis hin zu Hard Rock auf.

### Jamei
Nachdem die Oberkrainermusik bei den Alpensoundauftritten vom Publikum immer weniger angenommen wurde, formierte sich die Band um und nannte sich ab 1997 Jamei. Die Band coverte Partymusik und schrieb auch eigene Songs. Es wurden bis 2001 zwei Alben und eine Single veröffentlicht.

### Comeback
Zum zehnjährigen Jubiläum im Jahr 2000 wurde im Kurhaus Ruhpolding ein Konzert in Originalbesetzung mit der Musik der Anfangsjahre veranstaltet. Aufgrund des Erfolges dieser Veranstaltung begann die Gruppe wieder, im Oberkrainerstil zu musizieren. 2005 folgte das vierte, 2013 das fünfte Alpensound-Album.
Im November 2024 veröffentlichte die Gruppe auf digitalen Kanälen eine EP mit sechs neuen Stücken.

## Diskografie
- 1991: ...legt los
- 1992: ...gibt Gas
- 1993: Pfui Deife!
- 1997: Schnee (Single, als Jamei)
- 1998: Betreten verboten (als Jamei)
- 2001: Wunderbar (als Jamei)
- 2005: Es is Zeit
- 2013: Nr. 5
- 2024: A so schee scho (EP)

## Fernsehauftritte (Auswahl)
- 1992: Musikantenstadl (Folge 73), ARD
- 1993: Musikantenstadl (Folge 77), ARD
- 1994: Volkstümliche Hitparade, ZDF
- 2000: Wenn die Musi spielt, ORF (als Jamei)